# P/2013 TL117 (Леммона)
P/2013 TL117 (Lemmon) — одна з короткоперіодичних комет сім'ї Юпітера. Ця комета була відкрита 4 жовтня 2013 року; вона мала 20.1m на час відкриття.